# Pie-grièche du Turkestan
Lanius phoenicuroides
Espèce
Répartition géographique
Statut de conservation UICN

 LC  : Préoccupation mineure
La Pie-grièche du Turkestan (Lanius phoenicuroides) est une espèce de pies-grièches de la famille des Laniidae. Elle était auparavant considérée comme conspécifique à la Pie-grièche isabelle et à la Pie-grièche écorcheur. Elle est parfois appelée Pie-grèche à queue rousse.

## Description
Le plumage est de couleur sable et elle a une queue rouge.

## Distribution
La Pie-grièche à queue rousse niche dans le sud de la Sibérie et en Asie centrale.

## Mode de vie
Ce passereau migrateur de taille moyenne se nourrit de grands insectes, de petits oiseaux, de rongeurs et de lézards. Comme les autres pies-grièches, sa technique de chasse est de guetter ses proies depuis des positions élevées et de les empaler sur des épines ou sur du fil barbelé. Il niche dans des terres agricoles ouvertes, de préférence avec des ronciers.

## Images

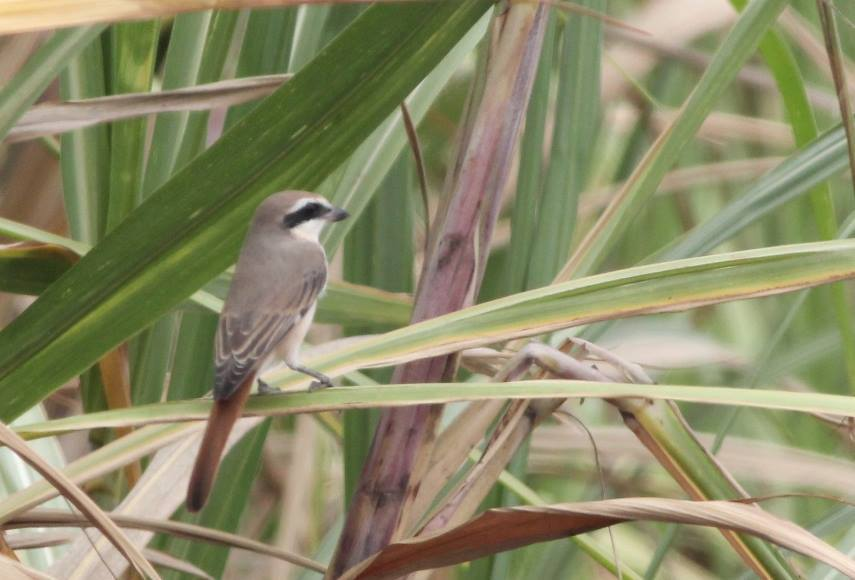
Près du Zambèze, Mozambique.
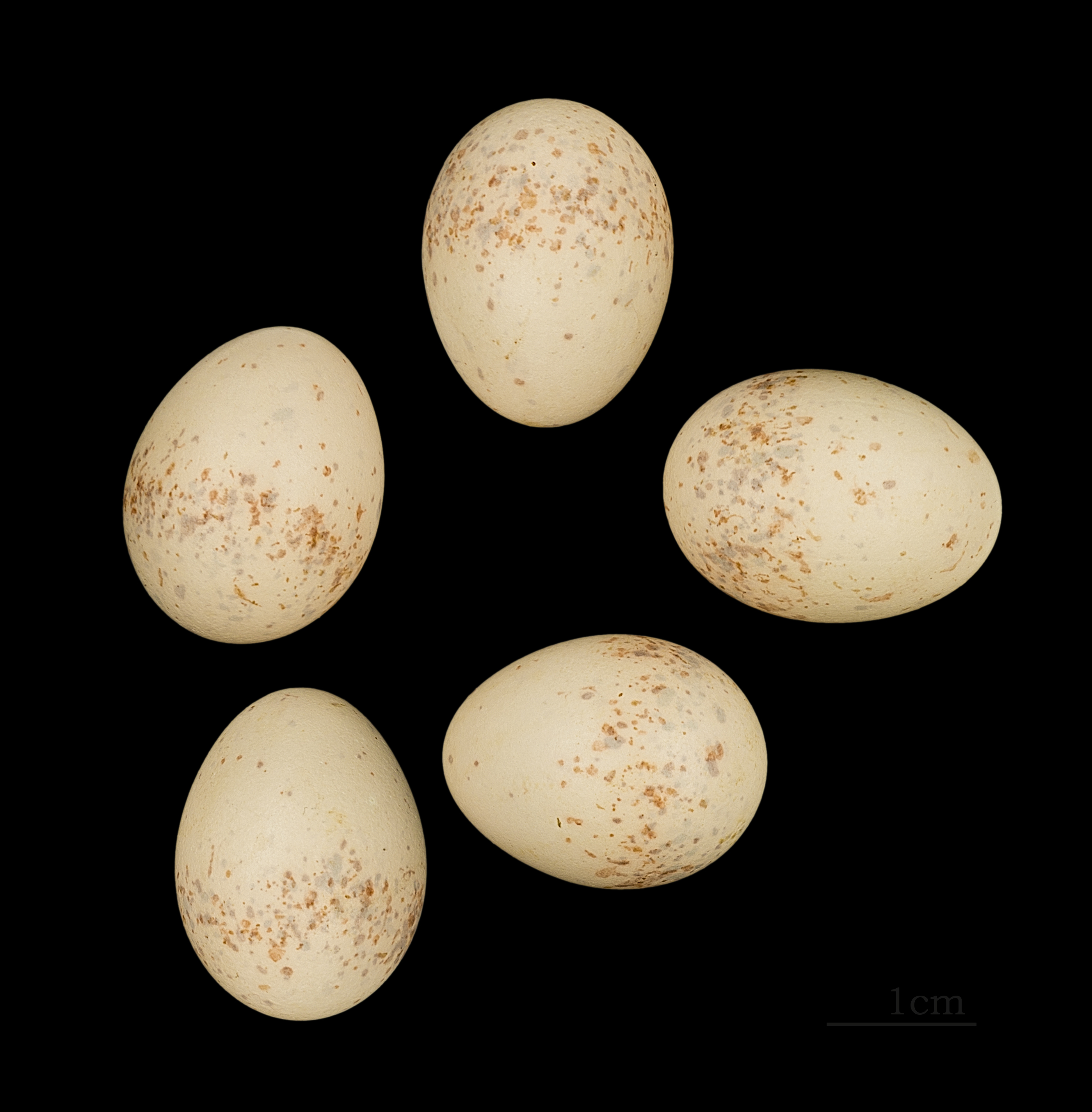
Œufs MHNT.
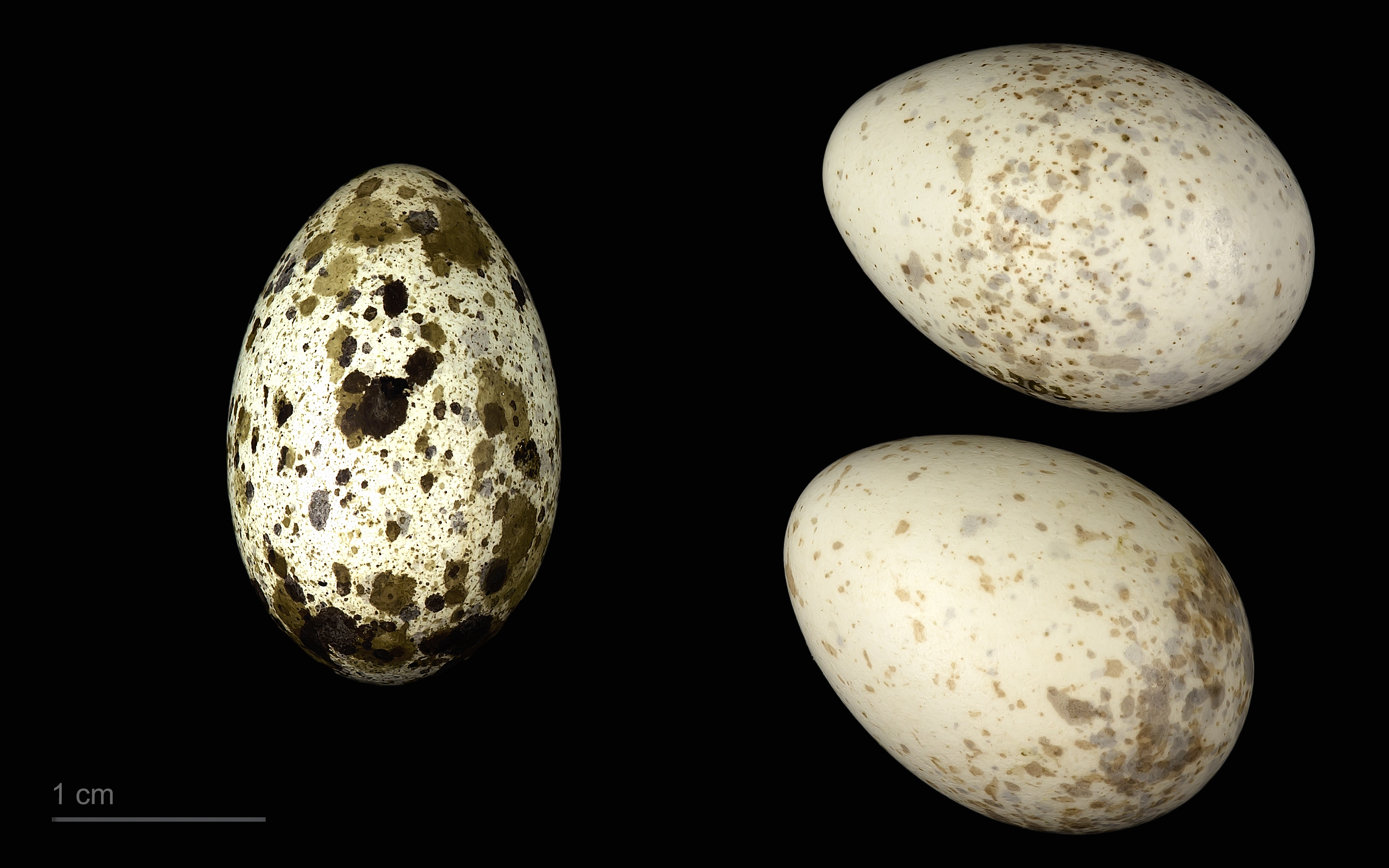
Cuculus canorus dans un nid de Lanius phoenicuroides - MHNT.

## Systématique
Le nom valide complet (avec auteur) de ce taxon est Lanius phoenicuroides (Schalow, 1875).
L'espèce a été initialement classée dans le genre Otomela sous le protonyme Otomela phoenicuroides Schalow, 1875.
Ce taxon porte en français le nom vernaculaire ou normalisé suivant : Pie-grièche du Turkestan.
Lanius phoenicuroides a pour synonymes :
- Lanius isabellinus phoenicuroides (Schalow, 1875)
- Otomela phoenicuroides Schalow, 1875